# 後背黏牙䲁
後背黏牙䲁（學名：Blennodon dorsale），為條鰭魚綱䲁形目三鰭䲁科黏牙䲁屬的一個種，分布於西南太平洋紐西蘭海域，為特有種，深度0至8公尺，本魚體延長，頭部呈圓形，側線延伸至尾柄，頜部有一排大而彎曲的牙齒，三個背鰭，背鰭硬棘21-24枚、背鰭軟條12-13枚、臀鰭硬棘0枚、臀鰭軟條24-26枚，體色淺灰綠色至深灰綠色，身體上分成四個寬闊的鞍狀部分，其間有淺綠色和白色。腹部白色。鰭有暗斑駁的橄欖綠色，體長可達15.1公分，棲息在珊瑚礁或較深的潮池，以無脊椎動物、小魚等為食，雌魚產附著性卵在藻類築的巢，雄魚會守護卵，幼魚為浮游性，生活習性不明。